# Evander Kane
Evander Kane (Vancouver, Columbia Británica, 2 de agosto de 1991) es un jugador profesional canadiense de hockey sobre hielo que se desempeña en la posición de extremo izquierdo en Edmonton Oilers, equipo de la National Hockey League (NHL).

## Carrera
Fue seleccionado en la primera ronda en la NHL Entry Draft de 2009. Hizo su debut en la NHL con el equipo Atlanta Thrashers, en el cual jugó dos temporadas (2009-2011), después pasó por varios equipos, Winnipeg Jets (2011-2015), Buffalo Sabres (2015-2017), San Jose Sharks (2017-2021), y finalmente a Edmonton Oilers, donde lleva jugando tres temporadas.